# Хайнрих XV фон Вайда
Хайнрих XV фон Вайда (на немски: Heinrich XV, Herr zu Weida; † между 18 януари 1396 и 23 септември 1404) е фогт на Вайда (1387/1389 – 1404) в окръг Грайц в Тюрингия.
Той е син на фогт Хайнрих XIII фон Вайда († 17 юни 1370/1 юни 1373) и съпругата му Илза/Елза фон Гера († сл. 3 юни 1371), дъщеря на Хайнрих V фон Гера († 1377) и Матилда фон Кефенбург († 1375/1376). Според друг източник той е син на Хайнрих XIV фон Вайда 'Червения' († 1387/1389) и Маргарета фон Утенхофен († 1376).

## Фамилия
Хайнрих XV фон Вайда се жени за Анна фон дер Даме († сл. 1414), дъщеря на Ханс фон дер Даме († 1406) и Анна Берка фон Дуб-Лайпа († сл. 1406). Те имат три сина и една дъщеря:
- Хайнрих XVIII/XIX фон Вайда „Млади" († сл. 27 юни 1462), господар на Вайда, Равенщайн и Берга, женен пр. 21 август 1419 г. за Елизабет фон дер Даме, дъщеря на Хайнрих фон дер Даме; родители на:
  - Хайнрих XIX фон Вайда († 11 юни 1512), господар на Вилденфелс и Берг, женен пр. 16 декември 1465 г. за Агнес фон Ландсберг († сл. 11 юни 1512)
- Хайнрих XVI фон Вайда „Стари“ († 6 юни 1452/3 юни 1454), фогт (1404 – 1454), господар на Вайда и Хартенщайн, женен пр. 1410 г. за Анна († сл. 14 април 1442)
- Хайнрих XVII фон Вайда „Средния“ († сл. 1426), господар на Вайда и Ауербах, женен пр. 15 септември 1411 г. за Анна цу Ауербах
- Елизабет фон Вайда († сл. 1418), омъжена за Гебхард XIII фон Кверфурт-Танрода († 30 януари 1418), син на Зигфрид фон Кверфурт-Мюлберг-Кличен († 1396) и Юта фон Бланкенхайн († сл. 1383), сестра на Лудвиг фон Бланкенхайн († сл. 1411).